# 長谷川千紗
長谷川 千紗（はせがわ ちさ、1982年4月1日 - ）は、日本の女優、映画監督、脚本家。

## 人物・来歴
早稲田大学第一文学部卒。趣味は旅行、特技はマラソン、英語、着付け。
出演作は映画、テレビドラマ、Vシネマ、舞台と多岐にわたる。2021年からは映画監督としても活動。

## 受賞歴
- 2016年 第8回日本芸術センター映像グランプリ
- 2018年 渋谷ミクロ映画祭最優秀俳優賞
- 2019年 第31回ピンク大賞新人女優賞[1]、ぴんくりんく女優賞最優秀助演女優賞[2]
- 2020年 ぴんくりんく女優賞優秀ピンク女優賞[2]、シン・シネマアワード主演女優賞
- 2021年 ぴんくりんく女優賞最優秀助演女優賞[2]、ゆうばり国際ファンタスティック映画祭インターナショナルショートフィルム部門優秀賞

## 監督作品
- 『くっつき村』（2021年、ゆうばり国際ファンタスティック映画祭優秀芸術賞/滋賀国際映画祭奨励賞）
- 『極私的生誕40周年記念映画』（2022年、ゆうばり国際ファンタスティック映画祭上映）
- 『エターナルラブが蔓延した日』（2023年）

## 出演

### 映画
- 『なくもんか』（水田伸生監督）
- 『鋼鉄マスター』（高瀬将嗣監督）
- 『ギフト』（千葉大樹監督）
- 『憂欝な花』（2016年、堀井彩監督、福岡インディペンデント映画祭、第8回日本芸術センター映像グランプリ）
- 『既読スルー』（2016年、堀井彩監督）
- 『変態おやじ ラブ・ミー！イッてんだぁ〜』（2018年、池島ゆたか監督、オーピー映画） - 高沢美智子 役
- 『冷たい女 闇に響くよがり声』（2018年、池島ゆたか監督、オーピー映画） - 殺し屋の女 役
- 『女の仕事』（2018年、野火明監督）
- 『鼓動』（2019年、品田誠監督、ショートフィルム）[3]
- 『ホームジャック ペンタグラム』（2019年、越坂康史監督）
- 『最短距離は回りくどくて』（2019年、山内大輔監督）[4]
- 『セックスの季節』（2019年、佐々木浩久監督）
- 『後妻業の悪女 幸せ芝居』（2019年、池島ゆたか監督）
- 『爛れた関係 猫股のオンナ』（2019年、工藤雅典監督）
- 『猫のように不倫妻の吐息』（2019年、工藤雅典監督）
- 『変態怪談 し放題され放題』（2019年8月16日） - みひろ／女幽霊 役[5]
- 『おねだり、たちまち、どスケベ三昧』（2019年12月20日、オーピー映画） - 紅満子 役[6]
- 『泥マンのドラマ』（2020年、上西雄大監督、カナザワ映画祭）
- 『パラレル・セックス 痴女が潜む街』（2020年3月27日、オーピー映画）
- 『名器乱舞 欲情の下半身』（2020年7月10日、オーピー映画）[7]
- 『未亡人下宿？その4 今昔タマタマ数え歌』（2020年11月20日、オーピー映画） - 令和の未亡人 役[8]
- 『性鬼人間第三号 〜異次元の快楽〜』（2020年12月4日、オーピー映画） - 編集者 役
- 『入曽地域交流センター』（2021年、栗原光男監督）
- 『人妻一番!二人きりトゥナイト』（2021年3月12日、オーピー映画） - 元カノ 役[9]
- 『ねばぎば新世界』（2021年、上西雄大監督）
- 『ヌーのコインロッカーは使用禁止』（2021年、上西雄大監督）
- 『マニアック・ドライバー』（2022年、光武蔵人監督） - 声の出演
- 『DEAD OR ZOMBIE ゾンビが発生しようとも、ボクたちは自己評価を変えない』（2022年9月24日、佐藤智也監督） - ゾンビ 役
- 『静謐と夕暮』（2022年、梅村和史監督） - ショム 役
- 『新橋探偵物語2 ダブルリボルバーラヴ』（2022年12月3日、オーピー映画） - 清掃員 役[10]
- 『658km、陽子の旅』（2023年7月）
- 『鎮魂歌〜たましずめのうた〜』（2024年7月12日、ミカタ・エンタテインメント）[11]

### テレビドラマ
- 『日本人の知らない日本語』（読売テレビ）
- 『いつまでも白い羽根』（最終話、2018年5月26日、東海テレビ） - 看護師 役
- 『妖ばなし』（2020年9月12日、TOKYO MX） - 主演
- 『愛讐のロメラ』（東海テレビ）
- 『外科医 鳩村周五郎 13』（フジテレビ）
- 『空飛ぶタイヤ』（WOWOW）
- 『MM9-MONSTER MAGNITUDE-』（毎日放送）
- 『殺しの女王蜂』（テレビ東京）

### テレビその他
- 『明石家さんまの転職DE天職』（日本テレビ）
- 『リンカーン』（TBSテレビ）
- 『Mr.サンデー』（フジテレビ・関西テレビ）
- 『愛され女と独身有田〜運命を変える婚活TV〜』（日本テレビ）
- 『口だけ芸能人を撲滅せよ！有言執行』（関西テレビ）
- 『全力坂 サントリー編』（テレビ朝日）
- 『ザ!世界仰天ニュース』（日本テレビ）
- 『踊る!さんま御殿!!』（日本テレビ）
- 『優しい人なら解ける クイズやさしいね』（フジテレビ）

### オリジナルビデオ
- 『実録・薬物の代償 〜性に溺れた女〜』（2017年、貝原クリス亮監督）
- 『女闇金-千鶴- 完熟 性欲を糧にする美獣の誘惑』（2019年）
- 『セクシーメインディッシュ 三ツ星ボディとセクシーギョーザ』（2020年7月3日、竹書房）[12]
- 『セクシータイム・リバース』（2021年4月、竹書房）
- 『あ・べ・こ・べ セクシーボディ姉妹のHなヒミツ』（2021年10月6日、オーパーツ）

### 配信ドラマ
- 『はだか拳Ω』（2021年10月22日、Xstream46）

### 舞台
- 『犬島 海の劇場』（瀬戸内演劇祭）
- 『カウラの班長会議』（下北沢ザ・スズナリ）
- 『現代能楽集 初めてなのに知っていた』（下北沢ザ・スズナリ）
- 『8分間』『』[要説明]（座・高円寺ほか）
- 『現代能楽集 クイズショウ』（下北沢ザ・スズナリ）
- 『バートルビーズ』（座・高円寺）
- 『おひさまのうらがわ』（出演・脚本）

### CM
- アリコジャパン
- ミツカン
- マクドナルド
- アデコ
- サントリーウエルネス
- ハウス食品『こんがりポテト』

### VP
- オリンピック招致
- NTT Docomo

### 雑誌
- 『IENA』
- 『アデランス』
- 『髙島屋商品カタログ』

### Web CM
- KAGOME